# Mithraculus cinctimanus
Mithraculus cinctimanus är en kräftdjursart som beskrevs av William Stimpson 1860. Mithraculus cinctimanus ingår i släktet Mithraculus och familjen Mithracidae. Inga underarter finns listade i Catalogue of Life.